# NGC 2350
NGC 2350 је лентикуларна галаксија у сазвежђу Мали пас која се налази на NGC листи објеката дубоког неба.
Деклинација објекта је + 12° 15' 59" а ректасцензија 7h 13m 12,1s. Привидна величина (магнитуда) објекта NGC 2350 износи 13,1 а фотографска магнитуда 14,0. NGC 2350 је још познат и под ознакама UGC 3747, MCG 2-19-1, CGCG 57-5, IRAS 07104+1221, PGC 20416.